# 鬼吹灯外传
《鬼吹灯外传》是中国网游公司盛大委托麦石信息开发的二維横版格斗网络游戏，取材网络小说《鬼吹灯》，2009年8月13日游戏正式公测。本游戏剧情内容取自网络小说《鬼吹灯》而游戏类型和当时在国内流行的2D格斗网游《地下城与勇士》类似。

## 游戏历史
网络小说《鬼吹灯》为当时热门小说之一，盛大于2007年8月就宣布要将小说开发成网络游戏，鬼吹灯网游的开发也成为了盛大18计划的游戏之一，当时游戏的名称为《鬼吹灯online》；而2008年6月11日开始官网的新闻开始使用《鬼吹灯外传》一名，随后于2008年6月18日到6月27日进行了首次封测。同年9月5日到9月22日游戏又进行了第二次封测。
2008年9月25日正式开启不删档内侧，一年左右过后游戏与2009年8月13日公测。